# Szmańkowce
Szmańkowce (ukr. Шманьківці) – wieś na Ukrainie, w rejonie czortkowskim obwodu tarnopolskiego, w hromadzie Zawodśke, nad rzeką Niczławką.

## Geografia
Miejscowość znajduje się na prawym brzegu rzeki Niczławka (prawy dopływ Niczławy, w dorzeczu Dniestru). Jest oddalona 12 km od centrum rejonu i dwa km od najbliższej stacji kolejowej w Szmańkowczykach. Średnia wysokość wynosi 280 m n.p.m., a powierzchnia 2,27 km².
W pobliżu przepływa potok Samec, który wpada do Niczławki, północna granica wsi biegnie wzdłuż potoku Stawki (prawego dopływu Niczławy).
We wsi jest dziewięć ulic: Zielona, Iwana Franko, Krótka, Nowa, Strzelców Siczowych, Stepana Czarneckiego, Striłka, Strosówka, Tarasa Szewczenki.
Sąsiednie wsie: Bodnarówka (Боднарівка), Werbówka (Вербівка), Dobrówka (Добрівка), Dobrowidka (Добровідка), Za Zamkiem (За замком), Katarynówka (Катеринівка), Mogiły (Могили), Piotrówka (Петрівка), Strusówka (Струсівка), Frydrykówka (Фрідріхівка).

### Podporządkowanie administracyjne
- chorwackie struktury plemienne (VIII–X w.)[potrzebny przypis],
- Ruś Kijowska (X–XI w.),
- Księstwo trembowelskie (1084–1141),
- ziemia trembowelska księstwa halickiego (1141–1199),
- Księstwo halicko-wołyńskie (1199–1349),
- Księstwo podolskie (1363–1404),
- okręg skalski (koniec XIV w.),
- Wielkie Księstwo Litewskie (1404–1434)[15],
- Królestwo Polskie (1434–1569),
- I Rzeczpospolita (1569–1672),
- czortkowska nahija sandżaku jazłowieckiego ejaletu kamienieckiego(inne języki) (paszałyku podolskiego) Imperium Osmańskiego (1672–1699)[16],
- I Rzeczpospolita (1700–1772),
- Monarchia Habsburgów, Cesarstwo Austriackie, Austro-Węgry (1772–1810, 1815–1915, 1917–1918):
  - wieś gminna Szmańkowce, dekanat Szmańkowce cyrkułu zaleszczyckiego (według metryki józefińskiej – 1785–1788),
  - gmina Szmańkowce, cyrkuł czortkowski (wg metryki franciszkańskiej – 1815–1854),
  - gmina Szmańkowce, cyrkuł czortkowski, województwo tarnopolskie, Cesarstwo Austriackie (1854–1867),
  - gmina Szmańkowce, powiat czortkowski, Austro-Węgry (1867–1914),
- rejon zaleszczycki w okręgu tarnopolskim Imperium Rosyjskiego (1810–1815),
- gmina Szmańkowce w Cesarstwie Austriackim (1815–1915),
- Imperium Rosyjskie (1915–1917)[potrzebny przypis],
- gmina Szmańkowce, Austro-Węgry (1917–1918),
- Czortkowski Okręg Wojskowy Tarnopolskiego Obwodu Wojskowego Zachodnioukraińskiej Republiki Ludowej (1918–1919),
- gmina Szmańkowce, powiat czortkowski, województwo tarnopolskie, II Rzeczpospolita (1920–1934),
- gmina Kolędziany, powiat czortkowski, województwo tarnopolskie, II RP (1934–1939),
- szmańkowiecka rada wiejska rejonu czortkowskiego obwodu tarnopolskiego ZSRR (1939–1941),
- Kreishauptmannschaft Czortków (1941–1944),
- szmańkowiecka rada wiejska rejonu czortkowskiego obwodu tarnopolskiego:
  - w ZSRR (1944–1991),
  - na Ukrainie (1991–2020),
- hromada Zawodśke, rejon czortkowski, obwód tarnopolski, Ukraina (od listopada 2020).

## Toponimia
Czołowy ukraiński specjalista onomastyki, doktor filologii i profesor Uniwersytetu Lwowskiego Mychajło Chudasz w swojej monografii Pochodżannja ukrajinśkych karpatśkych i przykarpatśkych nazw nasełenych punktiw (widantroponimi utworennja) zauważył, że pierwotne brzmienie nazwy wsi to „Szmajkowce”, czyli „rodzina (lub poddani) Szmajka”. Oznacza to, że oryginalna nazwa wsi brzmiała Szmajkowce, która później przekształciła się w Szmankiwki w związku ze zmianą brzmienia głoski „y” na „n”. Bezpośrednią analogią tego jest ukraiński odpowiednik nazwy „Szmajko”.
Mykoła Krukin podaje następujące warianty nazw wsi Szmańkowce, zapisane w porządku chronologicznym w odpowiednich źródłach:
- Szmankowce, s. – Kamieniecka Księga Ziemska 1617, 1642;
- Szmankowce, s. – Rejestr podymny 1629, 1650 1661, 1667;
- Szmankowce, s. – Rejestr pogłowny 1662;
- Szmankowce, s. – Rejestr Komisarza 1678;
- Czerminkofce, s. – Boplan.

## Historia

### Czasy starożytne
We wsi znaleziono zabytki kultury trypolskiej (4–3 tys. l. p.n.e.), Noua (14–11 w. p.n.e.), holihradzkiej (11–7 w. p.n.e.) oraz czerniachowskiej (2–5 w. p.n.e.) i kultury Łuki Rajkowieckiej (7-10 w. n.e.), osady i starożytne cmentarzyska.

### Średniowiecze, czasy nowożytne
Z okresem średniowiecza związane są znaleziska różnych ozdób z brązu i srebra: pierścionki, korale, naszyjniki, plakietki na tiary, pochodzące z XVI-XVII wieku, które były przechowywane w Muzeum Archeologicznym Uniwersytetu Jagiellońskiego w Krakowie do II wojny światowej. Zgodnie z ustawą z 16 lipca 1449 r., zarejestrowaną w Trembowli, Zygmunt Kerdej otrzymał wspomnianą wieś. W 1469 r. nastąpiła rewizja aktów posiadania majątku w Rusi Kijowskiej.
Według rejestru poborowego z lat 1563–1564 w Szmańkowcach była zarejestrowana cerkiew, której właścicielem był Lanckoroński.
29 września 1485 r. król polski i wielki książę litewski Kazimierz IV Jagiellończyk wydał akt potwierdzający sprzedaż przez Jana Fryderyka z Pleszewicza braciom Buczackim połowy wsi Szmańkowce w powiecie skalskim nad rzeką Sarnek za 200 grzywien i dwa konie o wartości 50 grzywien; osadę nabyli bracia Buczaczcy herbu Abdank.
W 1609 r. wojewoda ruski i starosta magnacki Stanisław Golski podarował Marcinowi Makowieckiemu folwark w Szmańkowcach, które Makowiecki posiadał w dzierżawę wieczystą od Mikołaja Buczackiego. 22 lutego 1610 r. S. Golski, zapraszając dominikańskich mnichów ze Szmańkowiec, ufundował w Czortkowie klasztor dominikanów z kościołem Najświętszej Marii Panny i św. Stanisława. Klasztorowi przydzielił większość ziemi we wsi Szmańkowce ze stawkami: pierwszy – Młyński, drugi – przy Dworze, trzeci – Kamienny, czwarty – Maciejewski, piąty – Demianowski. Stanisław Lanckoroński z Brzeża oraz Jan i Mikołaj Potoccy z Potoku również przekazali klasztorowi swoje posiadłości we wsi. 3 lutego 1622 r. dominikanie otrzymali w darze od Jana i Mikołaja Potockich kolejny kawałek ziemi szmańkowskiej.
W 1623 r. Zofia z Brzeża, żona Mikołaja Churyla z Goraja, siostra i dziedziczka wojewody podolskiego Stanisława Lanckorońskiego, scedowała swoje rodowe dobra wsi Szmańkowce, mniejsze i większe oraz Szwajkowce Pawłowi Kełpińskiemu i jego spadkobiercom.
6 lutego 1624 roku wojsko kwarciane pod dowództwem hetmana Stanisława Koniecpolskiego rozbiło siły tatarskie w bitwie pod Szmańkowcami, niszcząc kosz tatarski i powstrzymując najazd pierwszy raz od wielu lat. 26 listopada 1624 dominikanie z Czortkówa wraz z Pawłem Kełpińskim, sąsiadem wsi Szmańkowce, postanowili wybudować tu zamek do obrony przed Tatarami.
W 1627 r. Paweł Kełpiński przekazał swoje majątki łowcy Łukowa Marcinowi Makowieckiemu. W 1644 r. Gabriel Kełpiński, syn Marcina, scedował swoje majątki Szmańkowce, położone w powiecie kamienieckim w woj. spadkobiercy procesy z jego strony są zwalniane, a akt darowizny potwierdzany jest ślubowaniem. W 1653 r. Wacław Kełpiński, syn Stanisława i brat Jana Kełpińskiego, jego majątki we wsi Szmańkowce oraz inne nieruchomości i ruchomości, które odziedziczył po ojcu i matce oraz po bracie, zostały scedowane na jego kuzynów Adama i Felicjana Kełpińskiego. Roszczenia o te majątki są odrzucane, a akt darowizny potwierdzany przysięgą. W 1661 r. Adam, syn Gabriela Kełpińskiego, zapisał swoje majątki Szmańkowce i Szmankowki, które pozostały po pośmiertnej śmierci jego ojca Pawła Kełpińskiego, Gabrielowi Silnickiemu w Silnicach, łowcy lwowskiemu, kapralowi, koronerowi króla [4] Stanisław Pokotowski i Król Polski.
26 lipca 1671 Ulrich von Werdum mylnie nazwał wieś „Czernihowem”; będąc tutaj z konwojem wojskowym, zanotował w swoim dzienniku, że „ta wieś miała zamek, który kilka dni temu, po długiej obronie, Tatarzy szturmowali i wymordowali wszystkich ludzi, nie oszczędzając kobiet i dzieci. Ludzie Werduma widzieli ciała zabitych, których jeszcze nie pochowano”.
W 1672 r. kasztelan czernichowski Gabriel Silnicki scedował swoje majątki - wsie Szmańkowce i Szmankowki - burmistrzowi łotyczowskiemu Stanisławowi Makowieckiemu i jego spadkobiercom.
W 1710 r. na potrzeby utrzymania garnizonu w twierdzy Okopy Świętej Trójcy ze wsi Szmańkowce nałożono podatek od ćwierci i połowy ćwierci podymnego. W 1724 r. szlachcic Józef Potocki podarował swój majątek – część wsi Szmańkowce – klasztorowi dominikanów czortkowskich.
Majątek Szmańkowce został również zaatakowany przez szlachtę. W szczególności karczmarz kornetarz Konstanty Lanckoroński, prowadzony przez dwustu uzbrojonych mężczyzn, „okaleczył dwóch księży i jednego brata; i ks. Franciszka Pieszkowskiego, przywiązawszy do konia, ciągnął przez pół mili”. Nie mniej okrutny był Tomasz Makowiecki, myśliwy z Łukowa: jego poddani pobili mnichów, związali ich, wsadzili na wóz i wywieźli ze wsi. Za te czyny panowie otrzymali wyroki: Lanckoroński – 2 grudnia 1740; Tomasz Makowiecki – 17 grudnia 1754. 1 grudnia 1755 r. metropolita kijowski, galicyjski i całej Rusi Lew Szeptycki ogłosił ekskomunikę (klątwę) ich oraz ich poddanych, którzy brali udział w zamachach.
W 1785 r. we wsi mieszkało 561 osób.
Dominikanie na początku XIX wieku posiadali we wsi gospodarstwo rolne o powierzchni ponad stu hektarów. Gospodarstwo posiadało drewniane budynki z dużymi pokojami, kryte gontem, wymagające remontu, a także kaplicę, znajdującą się w pobliżu.

### XX wiek
W latach 1883–1909 w Szmańkowcach działała olejarnia i dwa młyny, z których jeden został zniszczony podczas I wojny światowej. Z pomocą ks. Iwana Hordijewskiego zbudowano domową czytelnię „Proświty”, założono Bractwo Trzeźwości, Bank Oszczędnościowy i sklep spożywczy.
W 1900 r. Szmańkowce liczyły 1229 mieszkańców, w roku 1910 – 1201, 1921 – 1127, 1931 – 1112. W 1921 r. było 255 zabudowań mieszkalnych, w 1931 – 235.
W czasie I wojny światowej mieszkańcy wsi Wasyl Sołodkyj i Franz Szynderyk wstąpili do Legionu USS; z kolei Antin Słota walczył w szeregach UHA.
Na 40-metrowej wieży czortkowskiej cerkwi archeolog i badacz fortyfikacji Wołodymyr Dobrianski odkrył fragment pocisku odłamkowego. Domniemana trajektoria jego lotu pozwoliła ustalić, że podczas ofensywy czortkowskiej (7–28 czerwca 1919 r.) w lasach na zachód od wsi Szmańkowce stacjonowały pułki (64 armaty) pod dowództwem atamana Cyryla Karasa.
W 1921 roku Szmańkowce liczyły 1127 mieszkańców, w tym 629 rzymskich katolików, 468 grekokatolików i 30 judaistów.
W latach 1927–1928 wielu mieszkańców Szmańkowiec wyemigrowało do Kanady i innych krajów. Działały oddziały ukraińskich towarzystw „Proświta”, „Sokił”, „Sicz”, „Łuh”, „Silśkyj Hospodar”, „Ridna Szkoła” i inne, spółdzielnie konsumenckie i kredytowe, przedszkole; koła teatralne i chóralne, biblioteka. Istniały także polskie towarzystwa: kółko rolnicze, Związek Strzelecki і Dom Ludowy.
Po aneksji sowieckiej we wrześniu 1939 r. władze sowieckie (NKWD) aresztowały 26 mieszkańców wsi, w tym: Antin Baranowicz, Mirosław Bodnaruk, Antoni Bojko, Eugeniusz Galiant, Luka Germak, Petro Germak, Iwan Hłuch, Osyp Hłuch, Anna Horiacza, Anna Horiacza, Iwan Horiaczyj, Iwan Horiaczyj, Mychajło Horiaczyj, Aleksiej Horiaczyj, Stanisławа Horiacza, Teodor Dawydiuk, Iwan Dawydiuka, Iwan Krucyk, Anton Siwak, Antoni Słota, Ołena Słota, Mykoła Stratij, Ostap Fedorowycz, Aleksander Cebrowski, Wasyl Szałwycki.
Od czerwca 1941 do marca 1944 pod okupacją hitlerowską. W czasie II wojny światowej w Szmańkowcach znajdowało się lotnisko wojskowe.
W czasie wojny niemiecko-sowieckiej 67 mieszkańców Szmańkowce zginęło lub zaginęło w szeregach Armii Czerwonej, w tym: Petro Bilianinow (ur. 1923), Iwan Bodnar (ur. 1901), Petro Bojko (ur. 1899), Mychajło Wasyliowycz Bryhidir (ur. 1903), Mychajło Mychajłowycz Bryhidir (ur. 1915), Franko Wyszniewski (ur. 1915), Iwan Galiant (ur. 1913), Roman Galiant (ur. 1919), Josyp Germak (ur. 1912), Petro Germak (ur. 1906), Stepan Germak (ur. 1903), Anton Germaniuk (ur. 1909), Michaił Hłuch (ur. 1919), Eustachy Gonta (ur. 1907), Hryhorij Humeniuk (ur. 1915), Wasyl Druk (ur. 1904), Mykoła Zabijaka (ur. 1907), Adam Zacharczuk (ur. 1926), Petro Iwanczów (ur. 1912), Józef Ilmak (ur. 1915), Franko Ilmak (ur. 1924).
W 1940 r. przymusowo zorganizowano kołchoz, który wznowił pracę w 1948 r.
Do 1943 roku około 90% mieszkańców wsi stanowili Polacy. Miejsce zbrodni nacjonalistów ukraińskich, którzy w 1944 roku zamordowali tu 7 Polaków: matkę z 3 dzieci, kobietę i małżeństwo. Spalono także 198 domów.
W 1954 roku na ulicy Strełka wybuchł duży pożar.

### Okres niepodległej Ukrainy
26 maja 1991 r. odbył się pierwszy festiwal „Czerwona kalina”.
W Szmańkowcach w 2007 r. było 728 mieszkańców, w 2014 r. – 729, w 2015 r. – 725, w 2018 r. – 681, w 2021 r. – 665.
Od 27 listopada 2020 r. wieś należy do hromady Zawodśke. 12 listopada 2021 r. utworzono szmańkowiecki okręg starostyński, którego siedziba znalazła się we wsi Szmańkowce.
We wsi znajduje się szkoła I-II stopnia, pracownia Ośrodka Usług Kulturalnych Rady Wsi Fabrycznej, punkt sanitarny, 4 zakłady handlowe. Z przedsiębiorstw rolniczych działały gospodarstwo rolne „Majak”, PAP „Złagoda”, PAP „Mrija-2000”, obecnie działa PAP „Parostok”.

## Religia
- Cerkiew św. Kosmy i Damiana (1895; Prawosławna Cerkiew Ukrainy; murowana),
- Cerkiew św. Kosmy i Damiana (2001; Ukraińska Cerkiew Greckokatolicka; murowana),
- Kościół katolicki św. Marii Magdaleny (1912, murowany, odrestaurowany 1986)[61].

Kaplice:
- św. Mikołaja (1869),
- cmentarna (1890, odrestaurowana 2016)[62],
- Matki Bożej (1990),
- z okazji ogłoszenia Niepodległości Ukrainy (1992)[63].

## Zabytki
- Dąb Szaszkewycza – pomnik przyrody im. Markajana Szaszkiewicza, rośnie w pobliżu dzwonnicy cerkwi prawosławnej.
- Osada Szmańkowce I (kultura trypolska i czasy starożytnej Rosji, XII-XIII w.) – nowo odkryte obiekty dziedzictwa kulturowego, numer ochrony 1417[64].
- Osada Szmańkowce II (kultury trypolska i czerniachowska) – nowo odkryte obiekty dziedzictwa kulturowego, numer ochronny 1418[64].
- Osada Szmankowce III (miejsce zamkowe) jest nowo odkrytym obiektem dziedzictwa kulturowego, numer ochrony 2088[65].

W pobliżu wsi znajduje się jaskinia „Łysenia” (długość 34 m, piaskowiec).

## Pomniki
- pomnik ku czci Strzelców Siczowych poległych za wolność Ukrainy (zbudowany w 1943, zniszczony w 1946, odrestaurowany w 1990)[67]).
- trzy pamiątkowe krzyże, w tym dwa na cześć zniesienia pańszczyzny w 1848 r.[68];
- krzyż pamiątkowy ofiar epidemii tyfusu[69];
- polskie krzyże pamiątkowe (z 1903 fundacji Maryi Krzysztofowiczowej; z 1932 postawiony przez Jana i Annę Galant; z 1940 ufundowany przez Dominika i Rozalię Galantów[70]);
- drewniany krzyż (1919, wkopany w ziemię w pobliżu Wzgórza Zamkowego);
- grób nieznanego żołnierza, który zginął w walce pod wsią (1944)[71];
- popiersie Iwana Franko (1990[72]),
- popiersie Tarasa Szewczenki (1990),
- pomnik Stepana Czarnieckiego (1991, rzeźbiarz Iwan Mularczuk, inicjatorka instalacji – Nadija Prockiw[73]),
- pomnik ku czci mieszkańców poległych w wojnie niemiecko-sowieckiej (1992; odrestaurowany 2019[74]),
- pomnik mieszkańców Szmańkowce, którzy zginęli na polu bitwy i w katowniach NKWD (1994)[potrzebny przypis];
- krzyż pamiątkowy na mogile trzech nieznanych żołnierzy (2013[75]);
- pomnik Romana Szuchewycza (2013[75][76]).

## Ludzie związani ze Szmańkowcami

### Urodzili się
- Iłarion Hrabowycz[a] (ur. 18 czerwca 1856 w Szmańkowcach, zm. 24 lipca 1903 we Lwowie) – ukraiński poeta, pisarz[77], nauczyciel (m.in. w c.-k. gimnazjach w Buczaczu[78], gimnazjum w Samborze[79], z niemieckim językiem wykładowym we Lwowie[80]).
- Igor Kaczmar (ur. 5 maja 1952 w Szmańkowcach) – ukraiński poeta[81].
- Prokop Mostowycz (ur. 16 lipca 1867 w Szmańkowcach – zm. 26 maja 1937 w Kołomyi) – ukraiński nauczyciel, pedagog i językoznawca[82].
- Stepan Czarnecki (ur. 21 stycznia 1881 w Szmańkowcach, zm. 2 października 1944 we Lwowie) – ukraiński poeta, tłumacz, dziennikarz, publicysta, krytyk teatralny i muzyczny, aktor, reżyser[83].

### Mieszkali
- Iwan Gordiewski – ukraiński ksiądz greckokatolicki, proboszcz Szmańkowców (1883–1909)[84].
- Mychajło Hrabowycz – ukraiński ksiądz greckokatolicki, proboszcz Szmańkowców (1838–1867)[85], ojciec Iłariona.
- Mykoła Czarnecki – ukraiński ksiądz greckokatolicki, proboszcz Szmańkowców (1871[86]–1882[87]), ojciec Stepana.

### Właściciele wsi
- Część wsi zajmował Mikołaj Iskrzycki, rotmistrz obrony, naczelnik Śniatynia, burmistrz kamieniecki, podkomorzy i wójt[88].
- Stanisław Lanckoroński – wojewoda podolski, kasztelan halicki; był także dziedzicem miast Buczacz, Podhajce, Szwajkowce, Szmankowki i innych[89].
- Konstanty Lanckoroński z Gostynina, po długim procesie zawarł w 1741 r. ugodę z dominikanami z Czortkowa[90].
- Ród Karczewskich herbu Jasieńczyk (XVIII w.)

### Ochrzczeni
Salomea Lanckorońska (ur. 1745)

## W literaturze
W 2008 roku uczniowie napisali piosenkę o Szmańkowcach.

## Źródła
- Adam Boniecki, Herbarz polski: wiadomości historyczno-genealogiczne o rodach szlacheckich, Warszawskie Towarzystwo Akcyjne S. Orgelbranda S[yn]ów], Warszawa 1909, cz. 1, T. 13, s. 331–349.
- Петро Гуцал, Віктор Уніят: Шманьківці. W: Тернопільський енциклопедичний словник. редкол.: Г. Яворський та ін.. T. 3: П—Я. Тернопіль : Видавничо-поліграфічний комбінат «Збруч», 2008, s. 645. ISBN 978-966-528-279-2. (ukr.)
- Богдан Мельничук, Віктор Уніят, Мар'ян Федечко: Шманьківці. W: Тернопільщина. Історія міст і сіл. T. 3: Тернопіль : ТзОВ «Терно-граф», 2014, s. 521–522. ISBN 978-966-457-246-7. (ukr.)

Шманьківці. W: Чортківська округа. Історично-мемуарний збірник / ред. колегія Ольги Соневицької та інші, Ню Йорк — Париж — Сидней — Торонто: НТШ, Український архів, 1974, Т. XXVII, s. 230–232, іл. (ukr.)
- В. Погорецький, Чортківщина. Історико-туристичний путівник, «Астон», Tarnopol 2007, ISBN 978-966-308-206-0, s. 181.